# Патрик Плєвка
Патрик Плєвка (пол. Patryk Plewka, нар. 2 січня 2002, Лібйонж, Польща) — польський футболіст, півзахисник клубу «Вісла» з Кракова.

## Клубна кар'єра
Патрик Плєвка є вихованцем клубу краківської «Вісли». З 2013 року він виступав у молодіжній команді клубу. У липні 2018 року футболіст дебютував у першій команді.
У вересні 2019 року Плєвка відправився в оренду у клуб у клуб Другої ліги «Сталь» з міста Ряшів. термін оренди був розрахований до кінця сезону. Влітку 2020 року футболіст повернувся до складу «Вісли».